# 簡約律
数学において、簡約律 (かんやくりつ、 英:cancellation property) の概念は可逆 (invertible) の概念の一般化である。消去律（しょうきょりつ）、消約律（しょうやくりつ）の訳が充てられることもある。
マグマ (M, ∗) の元 a が左簡約性質 (left cancellation property) をもつ（あるいは左簡約可能 (left-cancellative)である）とは、M のすべての b と c に対して、a ∗ b = a ∗ c は常に b = c を意味するということである。
マグマ (M, ∗) の元 a が右簡約性質 (right cancellation property) をもつ（あるいは右簡約可能 (right-cancellative)である）とは、M のすべての b と  c に対して、b ∗ a = c ∗ a が常に b = c を意味するということである。
マグマ (M, ∗) の元 a が両側簡約性質 (two-sided cancellation property) をもつ（あるいは簡約可能 (cancellative)である）とは、左右両方簡約可能であるということである。
マグマ (M, ∗) が左簡約性質をもつ（あるいは左簡約可能である）とは、マグマのすべての元 a が左簡約可能であるということであり、同様の定義は右簡約あるいは両側簡約に対しても適用する。
左可逆元は左簡約可能であり、右と両側についても同様である。
例えば、すべての準群、したがってすべての群では簡約律が成り立つ。

## 解釈
マグマ (M, ∗) の元 a が左簡約可能であると言うことは、関数 g : x ↦ a ∗ x が単射したがって集合のモノ射であると言うことであるが、それは集合の自己準同型であるからそれは集合の断面である、すなわちすべての x に対して f(g(x)) = f(a ∗ x) = x であるような集合のエピ射 f が存在し、したがってf はレトラクションである。さらに、g の値域では逆をとり残りをちょうど a に送って f を「構成」することができる。

## 簡約可能モノイドと半群の例
正（非負）の整数全体は加法のもとで簡約可能な半群をなす。非負の整数全体は加法のもとで簡約可能なモノイドをなす。
実は任意の自由半群あるいはモノイドは簡約法則に従い、一般に群に埋め込まれる任意の半群やモノイドは（上の例が明らかにそうであるように）簡約法則に従う。
別の例として、環の非零因子全体の乗法半群（問題の環が整数全体のように域であれば単にすべての非零元すべてからなる集合）（の任意の部分半群）は簡約性質をもつ。これは問題の環が非可換かつ／または非単位的であったとしても成り立つままであることに注意しよう。

## 非簡約的代数的構造
簡約法則は実数や複素数の加法、減法、乗法、除法に対して（0 を掛けることと別の数によって 0 を割ることの例外だけを除いて）成り立つが、簡約法則が成り立たない代数的構造はたくさんある。
2 つのベクトルのクロス積は簡約法則に従わない。a × b = a × c であるとき、a ≠ 0 であったとしても、b = c は従わない。
行列の乗法もまた簡約法則に従うとは限らない。AB = AC かつ A ≠ 0 のとき、B = C と結論する前に、行列 A が可逆であること（すなわち det(A) ≠ 0）を示さなければならない。det(A) = 0 であれば、B は C と等しくないかもしれない、なぜならば行列の方程式 AX = B は非可逆行列 A に対して一意的な解を持たないからである。
AB = CA かつ A ≠ 0 かつ行列 A が可逆（すなわち det(A) ≠ 0）であるとき、B = C が正しいとは限らないことにも注意しよう。簡約できるのは AB = AC および BA = CA に対してのみ（もちろん行列 A は可逆として）であって、AB = CA と BA = AC に対してはできない。